# Draaiorgel de Lotusfluit
Draaiorgel de Lotusfluit is een Nederlands straatorgel, dat in 1991-1992 werd gebouwd. Het orgel telt 92 toetsen.

## Levensloop
Elbert Pluer had omstreeks 1991 het idee om een groot draaiorgel te bouwen. Als voorbeeld werd o.a. Draaiorgel de Pansfluiter genomen. Er werd gekozen voor een Mortier-gamma, gebaseerd op dat van de Oranjestad en de Broadway. In de buik van het orgel werd een register pijpen geplaatst met de naam Lotusfluit, waaraan het orgel zijn naam dankt.
In 1991 was met de bouw begonnen, en deze werd afgerond in 1992. Na de bouw was het orgel frontloos. Naar voorbeeld van ornamenten van oude Mortier-orgels werd een geheel nieuw front samengesteld. Dit alles werd daarna geschilderd door Jetse de Boer.
Halverwege 1994 was het orgel klaar en werd het in Amersfoort op straat gebracht. Dit heeft geduurd tot de zomer van 1995, daarna heeft het een jaar binnen gespeeld bij bouwer Firma E. Pluer in Bussum. In 1996 werd het orgel verkocht aan een Duitse bloemenhandelaar die het instrument in zijn bloemenhal opstelde. 
In 2010 maakte de weduwe van de bloemenhandelaar bekend dat ze het orgel wilde verkopen. Elbert Pluer heeft het teruggekocht en het orgel gerestaureerd.
Het is de bedoeling dat het orgel in de toekomst op straat gaat spelen in Leidschendam. Hans Hegi gaat het orgel daar exploiteren.